# Fatih Candan
Fatih Candan (* 30. Dezember 1989 in Essen) ist ein deutsch-türkischer Fußballspieler.

## Karriere
Fatih Candan wurde in Essen geboren und spielte in der Jugend in Bottrop beim VfR Bottrop-Ebel und wechselte 2008 zur Turngemeinde Essen-West 1910. Dort erzielte der Nachwuchsstürmer 23 Tore in zwei Jahren in der Landesliga und machte als bester Spieler und erfolgreichster Torschütze der Essener Stadtmeisterschaft im Hallenfußball auf sich aufmerksam.
Daraufhin verpflichtete ihn Rot-Weiß Oberhausen 2010 für seine zweite Mannschaft, die in die Niederrheinliga aufgestiegen war. Dort erzielte er im ersten Jahr 14 Tore und war zweitbester Torschütze nach Marvin Ellmann. In der Saison 2011/12 stand er deshalb auch im Kader der ersten Mannschaft in der 3. Liga. Nachdem er sich in der U-23 erneut als erfolgreicher Torschütze ausgezeichnet hatte, durfte er am 12. Spieltag erstmals die Schlussminuten in der Partie gegen die zweite Mannschaft des VfB Stuttgart mit der Profimannschaft der Oberhausener spielen. Insgesamt kam er 2011/12 zu sechs Einsätzen in der 3. Liga, musste mit RWO jedoch den Abstieg in die Regionalliga West hinnehmen.
Im Mai 2012 wurde sein Wechsel zum NRW-Liga-Meister und Regionalliga-Aufsteiger FC Viktoria Köln bekannt.
Zur Rückrunde der Saison 2014/15 wechselte Candan in die türkische Süper Lig zum nordanatolischen Vertreter Kardemir Karabükspor. Mit dem Verein stieg er am Saisonende in die zweite Liga ab.
Im Januar 2016, nach einem Jahr in der Türkei, kehrte er zu Viktoria Köln zurück. In der Spielzeit 2016/17 wurde er mit der Viktoria Meister der Regionalliga West, man scheiterte aber in den Aufstiegsspielen zur 3. Liga.
Zur Saison 2017/18 wechselte er in die Regionalliga Südwest zum TSV Steinbach. Er gewann am 21. Mai 2018 mit dem TSV Steinbach den Hessenpokal und zog so in den DFB-Pokal ein.  Beim 2:0-Sieg gegen den KSV Hessen Kassel schoss er das vorentscheidende 2:0.
Zur Saison 2019/20 wechselte Candan in die Regionalliga West zur zweiten Mannschaft des FC Schalke 04.

## Privatleben
Candan ist seit 2017 mit Deborah, der Tochter von Bert Wollersheim, verheiratet. Sie haben zwei Kinder.